# Imre Lengyel
Imre Lengyel (ur. 24 kwietnia 1977 w Budapeszcie) – węgierski skoczek do wody, trzykrotny medalista mistrzostw Europy, trzykrotny medalista uniwersjady, dwukrotny olimpijczyk (Atlanta, Sydney).

## Przebieg kariery
Zadebiutował w 1994 roku, biorąc udział w mistrzostwach świata rozgrywanych w Rzymie, gdzie zajął 22. pozycję w konkurencji skoku z wieży. Dwa lata później wystąpił na igrzyskach olimpijskich w Atlancie, w ramach których wystartował w konkurencji skoku z trampoliny 3 m i zajął 17. pozycję, uzyskując w półfinale łączną notę 551,25 pkt. W 1997 został dwukrotnym złotym medalistą uniwersjady, w konkurencji skoku z trampoliny z wysokości zarówno 1, jak i 3 m. Na mistrzostwach świata w Perth (rozegranych w 1998 roku) zajął 4. pozycję w konkurencji skoku z trampoliny z wysokości 3 m. W 1999 został wicemistrzem Europy w skoku z trampoliny 3 m.
W drugim (i ostatnim) występie olimpijskim, który miał miejsce w Sydney, również wystąpił jedynie w konkurencji skoku z trampoliny 3 m (ind.) i z wynikiem 390,87 pkt zajął 11. pozycję. Na uniwersjadzie w Pekinie sięgnął po trzeci medal imprezy tej rangi, tym razem brąz w konkurencji skoku z trampoliny 1 m. W 2002 roku zdobył dwa srebrne medale mistrzostw Europy w konkurencji skoku z wieży z wysokości 10 m – zarówno indywidualnie, jak i w duecie.